# Rodrigo Achondo
Rodrigo Andrés Achondo Vergara (31. března 1969 – 14. března 2016 El Quisco) byl chilský herec, dramatik a režisér.
Studoval divadlo na Akademii Fernanda Cuadra. V roce 1996 založil společnost Anderblú spolu s designérem Felipem Oliverem. Společnost představila díla jako Rojas Magallanes, Módulo siete, Asesino bendito a NN 2910 y MunChile, který byl natočen s názvem Monos con navaja a kde Achondo provedl roli „Cachula“ . Paralelně hrál ve filmu  Campo minado(2000) a v telenovele Adrenalina (1996).
V roce 2002 se Achondo a Oliver přestěhovali do města Concepción, kde založili divadelní akademii Anderblú Estudio. Vrátil se do Santiaga, aby režíroval  El rucio de los cuchillos Národního divadla v roce 2010 a měl také svou roli v telenovele Feroz (2010) na Canal 13.
Později žil v pobřežním městě El Quisco, kde strávil poslední roky trpící nevratným poškozením jater.